# Maria Weenix
Maria Weenix (* 31. August 1697 in Amsterdam; † 29. Dezember 1774 ebenda) war eine niederländische Malerin.

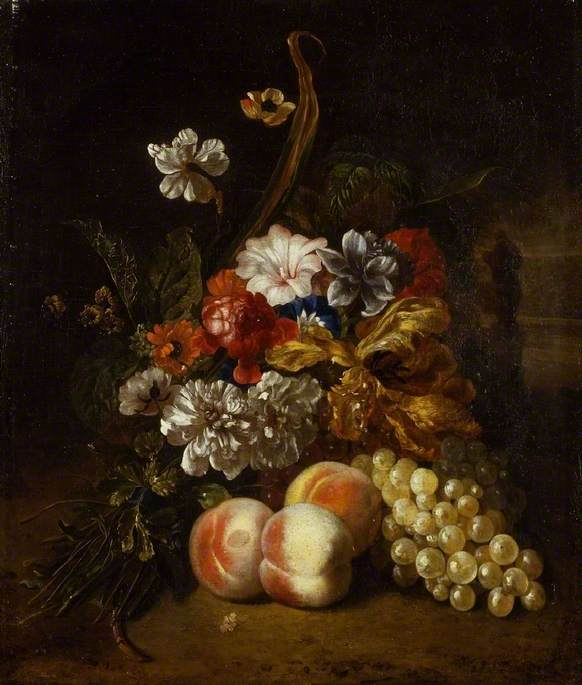
Maria Weenix zugeschriebenes Stillleben mit Blumen und Früchten im Fitzwilliam Museum (PD.55-1975), um 1720

## Leben und Werk
Maria Weenix wurde am 31. August 1697 in Amsterdam als Tochter des Malers Jan Weenix und Petronella Bakkers (um 1659–1732) geboren. Auch ihr Großvater Jan Baptist Weenix war Maler. Ihre Eltern hatten 1679 in Amsterdam geheiratet und bekamen insgesamt dreizehn Kinder. Es gab auch eine weitere Maria unter den Kindern, die früh gestorben war. Maria Weenix war eine Schülerin ihres Vaters und arbeitete in dessen Atelier. Möglicherweise nahm er seine Tochter während ihrer Lehrzeit mit in den Garten der Amateurbotanikerin Agnes Block an der Utrechtse Vecht, deren Familie er dort porträtierte. Bei der Gelegenheit malte er auch Blumen aus diesem Garten. Weenix wurde wie ihr Vater eine Malerin von Blumenstillleben. Ihre Werke sind selbst für Experten von denen ihres Vaters kaum zu unterscheiden. Es wurden im 18. Jahrhundert Blumenstillleben unter ihrem Namen verkauft. So wurde beispielsweise bei der Auktion des Postmeisters Harman van Swoll am 20. April 1707 in Amsterdam ein „Früchte und Blumen“ von „Juffrouw Weeniks“ als Lot 24 versteigert. Es brachte neunzehn Gulden und zehn Stuiver ein, das Pendant, Los 25, dreißig Gulden. Gegenstücke sind auch in den beiden Blumenstillleben im Fitzwilliam-Museum in Cambridge, England, zu sehen.
Maria Weenix starb am 29. Dezember 1774.